# Hugo Peretti
Hugo E. Peretti (Estados Unidos, 6 de dezembro de 1916 — Englewood, 1 de maio de 1986) foi um compositor e produtor musical norte-americano.